# Rio Pium (vattendrag i Brasilien, Tocantins)
Rio Pium är ett vattendrag i Brasilien.   Det ligger i delstaten Tocantins, i den centrala delen av landet, 600 km norr om huvudstaden Brasília.
Omgivningen kring Rio Pium består i huvudsak av gräsmarker. Området är nästan obefolkat, med mindre än två invånare per kvadratkilometer.